# Talor Battle
Talor Battle, né le 16 septembre 1988 à Harrisburg, Pennsylvanie (États-Unis), est un joueur de basket-ball professionnel américain. Il mesure 1,83 m.

## Biographie
Talor Battle joue pour le compte de son lycée Bishop Maginn (New York) où il marque 28,7 points de moyenne lors de sa dernière saison de lycéen. Il rejoint ensuite les rangs de Penn State Nittany Lions en 2007 et jusqu'à ses débuts professionnels en 2011. Lors de ces 4 saisons, il améliore ses statistiques passant de 10,2 points par match lors de sa première année à 16,7 points la seconde, 18,5 points lors de la troisième et enfin 20,2 points de moyenne lors de sa quatrième et dernière année.
Début août 2011, il s'engage pour le vice-champion de France Cholet Basket en Pro A.

## Carrière professionnelle
- 2011 :  Cholet Basket (Pro A)
- 2011-2012 :  Telekom Baskets Bonn (Basketball-Bundesliga)
- 2012-2013 :  Capo d’Orlando (LegA Due)
- 2013-2014 :  Belfius Mons-Hainaut (Belgique)
- 2014-2015 :  Belfius Mons-Hainaut (Belgique)

## Palmarès
- Médaillé de bronze aux Universiade d'été 2009 avec l'équipe des États-Unis à Belgrade